# Van Steelant (familie)

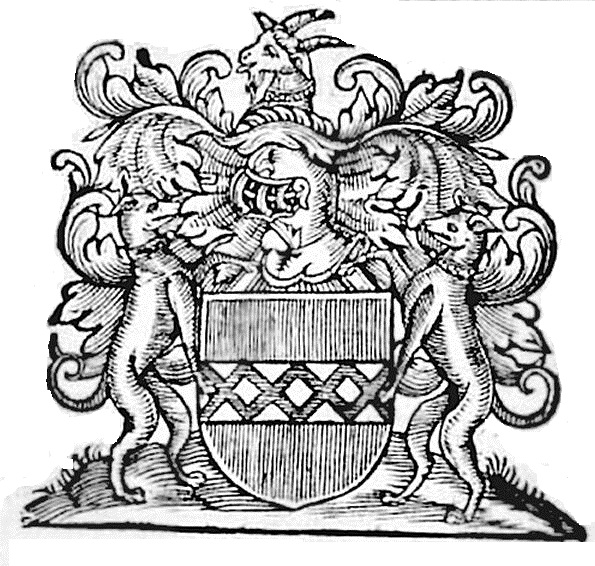
Familie Van Steelant

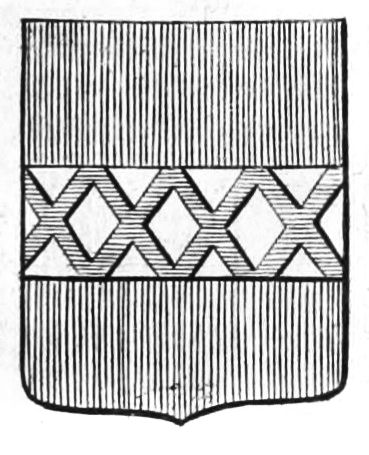
Wapenschild van de edele familie van Steelant (Ter Elst).

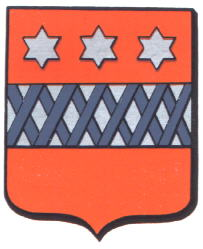
Het wapenschild van de gemeente Loppem

Van Steelant is de naam van een Zuid-Nederlandse adellijke familie van Engels-Zeeuwse oorsprong.

## Geschiedenis
De oudste bron betreft Sire Gobrecht van Steeland die in 835 een kleine nederzetting op het oostelijke uiteinde van het eiland Testerep schonk aan de abdij van Sint-Bertinus in Sint-Omaars. Dit eiland werd later een onderdeel van de stad Oostende. Veel later zien we Richard van Steenland als vader van Allaert (c. 1100) en grootvader van Wouter van Steenland (c. 1140).
De familie leefde lange tijd in Loppem, nu Zedelgem, in de buurt van Brugge. Filip van Steelant (c. 1230-1279), zoon van Hugo (c. 1200), kleinzoon van ridder Robrecht van Steelant (c. 1170), was de eerste gekende Heer van Steelant.
Margareta Van Steelant (1330-1351) alias Margrite Briseteste was de echtgenote van de Brugse gouverneur Rogier Briseteste (1300-1353).  Rogier huwde na haar overlijden Catherina Van Rechem.
 Zij was verwant aan Gilles van Rechem (1363), ridder van Jeruzalem heer van de Heerlijkheid ten Bulcke die gehuwd was met Maria Van Steelant. 
Het oudste gekende wapenschild dateert van rond 1245 en is een rood veld, in keel een dwarsbalk van zilver, getralied met acht stukken van azuur.
In het begin van de 16de eeuw hebben zij Loppem verlaten. Het wapenschild van Loppem is ook gebaseerd op het oude familie wapenschild.

## Perk

Het wapenschild van de gemeente Steenokkerzeel

In 1718 kwamen Perk en het kasteel van Perk (kasteel de Ribaucourt) in handen van de familie "van Steelant". Hun wapenschild werd dat van Perk, nu een deelgemeente van Steenokkerzeel in Vlaams-Brabant. Het wapenschild zit sedert de fusie geïncorporeerd in het wapenschild van de gemeente Steenokkerzeel.

## Hansbeke
De oorspronkelijke leenhouders van de heerlijkheid van Hansbeke droegen de naam van het dorp. In het midden van de twaalfde eeuw ging de heerlijkheid over aan Allaart van Steelant, ridder, heer van Steelant, Wachtebeke en Zeveneken, die gehuwd was met een dochter van de heer van Hansbeke. Na de van Steelants werd de heerlijkheid achtereenvolgens gehouden door leden van de families van Gistel, van Halewijn, van Akspoele, de Waele, van der Cameren, van Nieuwenhuysen, le Quien de Guernoval en van de Woestijne.